# 아캄 어사일럼

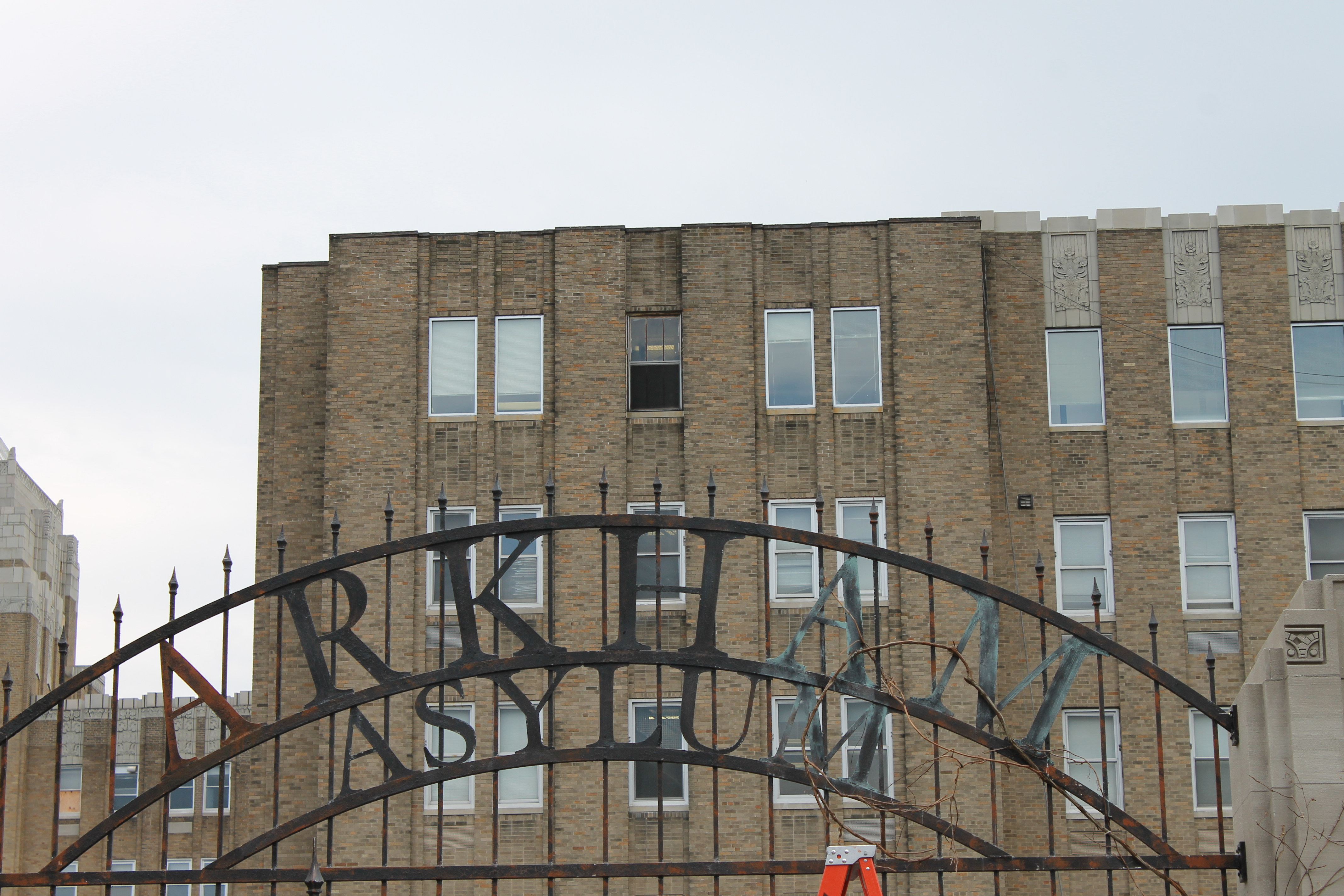

아캄 어사일럼(영어: Arkham Asylum)은 H. P. 러브크래프트의 이야기에서 처음 등장한 도시 아캄의 이름을 따서 명명된 가상 의 정신병원이자 교도소이다. DC 코믹스에서 발행한 만화책 배트맨이 등장하는 이야기에 등장한다. 어브 노빅 삽화, 데니스 오닐 작가 배트맨 #258(1974년 10월)에 처음 등장했다. 정신 병원은 고담시 지역의 정신 병원으로, 범죄로 정신이 이상해진 환자들을 수용하고 있다.
법원에서 "범죄적으로 정신이 나간" 또는 "정신적으로 부적합한" 것으로 간주되는 고담 범죄자들은 일반적으로 아캄 어사일럼으로 보내질 만큼 충분히 위험한 것으로 간주되기 전에 윌리엄스 메디컬 센터에서 치료를 받는다.